# Heinrich Helmhold
Heinrich Helmhold (* 19. Januar 1865 in Helmstedt; † 17. November 1941 ebenda) war ein deutscher Politiker (DVP).

## Leben
Helmhold war Kreismaurermeister in Helmstedt. Er war verheiratet und Vater von zwei Kindern.
Von 1924 bis 1930 war er für die DVP Mitglied des Braunschweigischen Landtags. Von 1924 bis 1927 gehörte er der Fraktion „Parlamentarische Arbeitsgemeinschaft“ der nationalen Parteien und Wirtschaftsverbände an. Er war im Parlament Mitglied im Ausschuss für Handel und Gewerbe und ab 1927 gehörte er dem Ausschuss für Inneres und Wirtschaft an. Diesem Ausschuss gehörte er auch von 1927 bis 1930 an.